# Bitwa o Zagłębie Ruhry
Bitwa o Zagłębie Ruhry – bitwa z okrążonymi wojskami niemieckimi, która miała miejsce w kwietniu 1945 r. na froncie zachodnim pod koniec II wojny światowej w Zagłębiu Ruhry w Niemczech. Około 317 tys. żołnierzy niemieckich zostało wziętych do niewoli wraz z 24 generałami. Amerykanie stracili 10 tys. ofiar, w tym 2 tys. zabitych lub zaginionych.
Wykorzystując zdobycie mostu Ludendorffa w Remagen 7 marca 1945 r., amerykańska 12 Grupa Armii pod dowództwem gen. Omara Bradleya szybko wkroczyła na terytorium Niemiec na południe od Grupy Armii B feldmarsz. Walthera Modela. Na północy 21 Grupa Armii pod dowództwem feldmarsz. Bernarda Montgomery’ego przekroczyła rzekę Ren w ramach operacji Plunder 23 marca. Wiodące elementy dwóch alianckich grup armii połączyły się 1 kwietnia 1945 r. na wschód od Zagłębia Ruhry, biorąc w okrążenie 370 tys. żołnierzy Wehrmachtu, Waffen-SS i innych formacji niemieckich.
Podczas gdy większość sił amerykańskich kierowała się dalej na wschód w kierunku rzeki Łaba, pozostawiono około 18 dywizji amerykańskich, aby zniszczyć izolowane siły Grupy Armii B. Likwidowanie kotła rozpoczęło się 1 kwietnia od działań amerykańskiej 9 Armii, zaś siły 1 Armii przystąpiły do bitwy 4 kwietnia. Przez 13 dni Niemcy opóźniali atak amerykański lub stawiali mu skuteczny opór. Jednak 14 kwietnia 1 i 9 Armia połączyły się, dzieląc niemiecki kocioł na pół, przez co niemiecka obrona zaczęła się rozpadać.
Po utracie kontaktu ze swoimi jednostkami, dowództwo niemieckiej 15 Armii skapitulowało tego samego dnia. Feldmarsz. Model rozwiązał swoją Grupę Armii 15 kwietnia i nakazał Volkssturmowi oraz personelowi nieuzbrojonemu zdjąć mundury i wrócić do domu. 16 kwietnia większość sił niemieckich masowo poddała się dywizjom amerykańskim. Zorganizowany opór zakończył się 18 kwietnia. Nie chcąc poddać się z rangą feldmarszałka w niewolę, Model popełnił samobójstwo 21 kwietnia po południu.

## Tło sytuacyjne
W marcu 1945 r. alianci przekroczyli Ren. Na południe od Zagłębia Ruhry pogoń za rozpadającą się armią niemiecką w wykonaniu oddziałów 12 Grupy Armii gen. Omara Bradleya zaowocowała zdobyciem mostu Ludendorff w Remagen przez 9 Dywizję Pancerną ze składu 1 Armii. Bradley i jego podwładni szybko wykorzystali przeprawę zdobytą 7 marca 1945 r. i powiększali przyczółek, aż most zawalił się 10 dni później.
Na północ od Zagłębia Ruhry 23 marca 1945 r. anglo-kanadyjska 21 Grupa Armii feldmarsz. Bernarda Montgomery’ego, która obejmowała także amerykańską 9 Armię, rozpoczęła operację Plunder (wraz ze wspierającą operacją powietrznodesantową Varsity), przekraczając Ren w Rees i Wesel.

## Bitwa

### Okrążenie
Po przekroczeniu Renu obie grupy armii weszły w głąb terytorium Niemiec. Podczas gdy na południu 3 Armia kierowała się na wschód, 1 Armia skierowała swoje wysiłki na północnym wschodzie i uformowała południowy łuk manewru okrążającego wojska w Zagłębiu Ruhry. Na północy 9 Armia, która od bitwy ardeńskiej została przydzielona do 21 Grupy Armii feldmarszałka Montgomery’ego, skierowała się na południowy wschód, tworząc północny łuk, podczas gdy reszta 21 Grupy Armii poszła na wschód i północny wschód. Jeszcze przed zamknięciem okrążenia działalność Sprzymierzonych przeciwko Zagłębiu Ruhry miała krytyczny wpływ na niemiecką gospodarkę; 26 marca minister propagandy Rzeszy Joseph Goebbels zauważył w swoim dzienniku, że z Zagłębia Ruhry nie wydobędzie się już węgla .
Przed armiami alianckimi stanęły resztki rozbitego na Zachodzie Wehrmachtu, kilka jednostek szkoleniowych SS i duża liczba oddziałów Volkssturmu (formacji paramilitarnej tworzonej głównie ze starzejących się mężczyzn, w tym wielu weteranów I wojny światowej), jednostek Hitlerjugend złożonych z młodocianych oraz dwunastu jednostek wsparcia bojowego i załóg dział przeciwlotniczych wchodzących w skład personelu naziemnego Luftwaffe.
Szpice dwóch ramion alianckiego okrążenia spotkały się 1 kwietnia 1945 r. pod Lippstadt. Do 4 kwietnia okrążenie zostało zamknięte, a 9 Armia powróciła do prowadzenia 12 Grupy Armii gen. Bradleya. W obrębie Zagłębia Ruhry znalazło się około 370 tys. żołnierzy niemieckich, 14 dywizji Grupy Armii B i dwa korpusy z 1 Armii Spadochronowej, łącznie resztki 19 dywizji, a miliony cywilów zostało uwięzionych w miastach poważnie uszkodzonych przez liczne bombardowania. Tylko 20 proc. żołnierzy niemieckich (ok. 75 tys.) miało regulaminową broń piechoty, kolejne 75 tys. posiadało tylko pistolety, a amunicja i zapasy paliwa były na wyczerpaniu. Prośby Modela o transport powietrzny zostały odrzucone przez Adolfa Hitlera z powodu przewagi lotniczej aliantów. Na wszystkie prośby Modela o wycofanie się lub zgodę na próbę przebicia się z okrążenia führer również nie wyraził zgody, gdyż oczekiwał, że „Forteca Ruhra” (niem. Festung Ruhr) wytrzyma miesiące i zwiąże walką setki tysięcy żołnierzy alianckich. Personel Grupy Armii B wiedział jednak, że ma zapasy żywności tylko na trzy tygodnie ze względu na miliony cywilów, którzy również musieli być karmieni.

### Zmniejszanie kotła

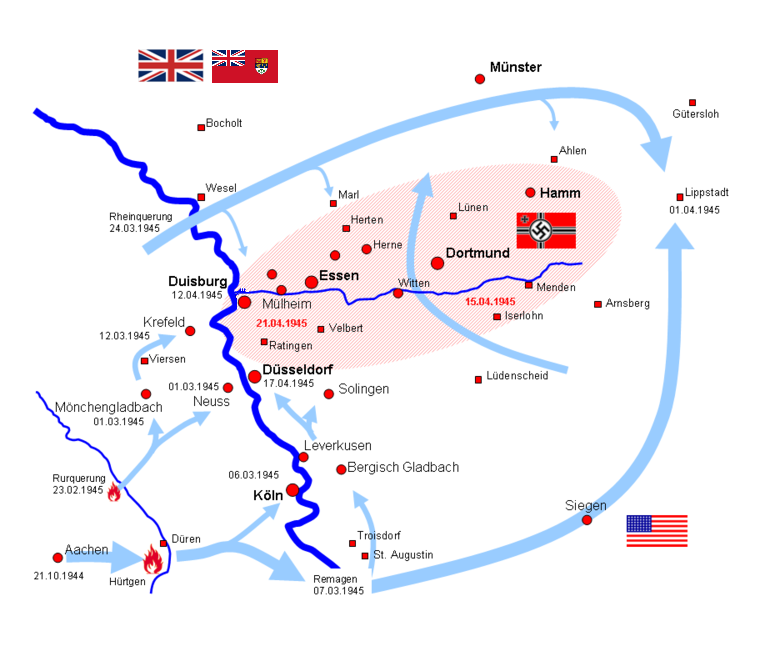
Schemat bitwy

Podczas gdy główne siły operacyjne były skierowane na wschód do środkowych i północnych Niemiec, elementy trzech armii amerykańskich skoncentrowano na kotle, dzieląc go sekcja po sekcji. Oddziały Modela stawiały silny opór wzdłuż Kanału Dortmund-Ems i linii rzeki Sieg, utrzymując swoje pozycje od 4 do 9 kwietnia i rozpoczynając kontratak przeciwko amerykańskim 75 i 95 Dywizji w pobliżu Dortmundu. Burmistrzowie niektórych niemieckich miast wywieszali białe flagi na przywitanie atakujących wojsk amerykańskich, tak jak w Duisburgu i Essen, podczas gdy niemieckie oddziały w Dortmundzie, Wuppertalu i Hamm walczyły fanatycznie przez kilka dni aż do całkowitego wyczerpania dostępnej amunicji. Obecność wojsk SS w większości przypadków oznaczała walkę do końca.
Na południu atak amerykańskich III Korpusu i XVIII Korpusu Powietrznodesantowego w dniach 5 i 6 kwietnia został opóźniony przez wojska niemieckie, które umiejętnie wykorzystały nierówny teren w 80 proc. zalesionego regionu Sauerland, aby zmusić Amerykanów do walki o każdy strumień, wieś i miasto. Niemcy mocno walczyli o miasto Siegen, chcąc uniemożliwić Amerykanom wyjście na otwartą przestrzeń, gdzie mieliby przewagę w broni pancernej. Przytłoczeni liczebnie Niemcy mogli ostatecznie tylko opóźnić nacierającego wroga, który pokonywał około 10 kilometrów dziennie. Do 11 kwietnia niemiecka siła bojowa osłabła do tego stopnia, że bronili oni jedynie blokad drogowych i obszarów zabudowanych wzdłuż głównych tras, wspierani przez kilka czołgów i dział szturmowych lub 20 mm dział przeciwlotniczych. Niemcy pokryli dolinę grubą zasłoną dymną, opóźniając na pewien czas 7 Dywizję Pancerną. Podczas bitwy amerykańscy generałowie na południu nie używali właściwie swoich dwóch dywizji pancernych, próbując przy każdej okazji wysyłać je na Niemców, ale fatalnie nimi dowodząc, przez co pozostawały one za amerykańskimi dywizjami piechoty przez większość bitwy.
Udział 13 Dywizji Pancernej był szczególnie koszmarny. Dwa przejazdy o łącznej długości 400 kilometrów wystarczyły, aby siła bojowa dywizji spadła do 50% etatu dla czołgów M4 Sherman, zanim dotarły one na pole bitwy. Całkowicie wyczerpana dywizja została natychmiast rzucona do akcji 10 kwietnia przez dowódcę XVII Korpusu Powietrznodesantowego gen. Matthew Ridgwaya, który pod naciskiem dowódcy armii Courtneya Hodgesa dążył do tego, aby przyspieszyć operacje, dlatego nakazał okrążenie i „zniszczenie” sił niemieckich. Dowódca dywizji, gen. John Wogan i jego podwładni przyjęli ten rozkaz dosłownie. Komunikacja między pododdziałami gwałtownie się popsuła, a dywizja została powstrzymana. Nie udało się osiągnąć celów na czas, a czołgi zostały wyprzedzone przez amerykańskie dywizje piechoty. Wogan został poważnie ranny przez niemiecki ogień karabinowy w pobliżu blokady drogowej i zastąpiony przez gen. Johna Millikina.
7 kwietnia pogoda się poprawiła, a IX i XXIX Taktyczne Dowództwa Powietrzne wysłały samoloty, by zbombardować pozostałych niemieckich obrońców, atakując głównie miejsca koncentracji wojsk niemieckich oraz kolumny zmotoryzowane. Alianci chcieli zdobyć cały niemiecki tabor kolejowy nieruszony, dlatego amerykańskim pilotom zabroniono uderzania w ten cel, ograniczając zasięg operacji powietrznych. Za to racjonowanie amunicji artyleryjskiej zostało zniesione, w wyniku czego amerykańska artyleria na wsparcie XVI Korpusu wystrzeliła 259 061 pocisków w ciągu 14 dni.

### Kapitulacja
11 kwietnia 9 Armia zdobyła Essen. 14 kwietnia 1 i 9 Amia połączyły się nad rzeką Ruhrą w Hattingen i podzieliły kocioł na dwie części; mniejsza wschodnia część poddała się następnego dnia. Feldmarsz. Model stracił kontakt z większością swoich formacji i dowódcami 14 kwietnia. Kwatera główna 15 Armii pod wodzą Gustava-Adolfa von Zangena skapitulowała tego samego dnia, tracąc wszelką kontrolę nad podległymi jej formacjami. Niemcy kontynuowali jednak walkę w kotle pomimo braku realnej nadziei na zwycięstwo od samego początku bitwy, ponieważ wiązali walką 18 dywizji amerykańskich.
Zamiast poddać się wrogowi, feldmarsz. Walther Model rozwiązał 15 kwietnia Grupę Armii B. Już 7 kwietnia zasięg amerykańskiej ekspansji w głąb środkowych Niemiec uniemożliwiał jakikolwiek próby wydostania się z okrążenia. Szef sztabu Modela, gen. Karl Wagener, wezwał go do kapitulacji, aby nie szafować życiem niemieckich żołnierzy i cywilów. Model odmówił, ponieważ wiedział, że Hitler nigdy nie wyrazi na to zgody. Ponadto nie mógł pogodzić kapitulacji z żądaniami, jakie stawiał swoim oficerom i żołnierzom podczas całej wojny oraz swojej kariery. Chciał także uratować jak najwięcej ludzi dla powojennej odbudowy Niemiec. Zarządził zwolnienie z wojska wszystkich nastolatków i starszych mężczyzn. Do 17 kwietnia zapasy amunicji miały zostać wyczerpane, dlatego żołnierze niepełniący służby na pierwszej linii zgodnie z rozkazem będą mogli się poddać tego dnia. Wszyscy żołnierze mieli albo oddać się do niewoli w zorganizowanych formacjach, albo rzucić broń i wrócić do domu.
Jeszcze zanim ten rozkaz został przekazany wszystkim jednostkom, niemiecka obrona całkowicie zawaliła się 16 kwietnia, a resztki niemieckich dywizji i korpusów zaczęły poddawać się masowo. Dowódca 5 Armii Pancernej gen. Josef Harpe został schwytany przez spadochroniarzy 17 Dywizji Powietrznodesantowej 17 kwietnia podczas próby przekroczenia Renu przez siły niemieckie w Holandii. Dowódca XVIII Korpusu Powietrznodesantowego gen. Matthew Ridgway wysłał posłańca z białą flagą do kwatery głównej Grupy Armii B, wzywając Modela do poddania się, ale feldmarszałek odmówił, powołując się na rozkazy Hitlera. Zapytany o instrukcje przez dowódcę niemieckiego oddziału ochraniającego sztab, Model powiedział mu, aby żołnierze rozeszli się po domach po zakończeniu walki. Następnie uścisnął im dłonie i życzył powodzenia.
Zachodnia część kotła utrzymywała słaby opór do 18 kwietnia. Model próbował przedostać się przez amerykańskie linie do gór Harzu w małej kolumnie, ale nie był w stanie tego zrobić. Zamiast poddać się i stanąć przed sądem za zbrodnie wojenne, wybrał samobójstwo.
Niemieckie antynazistowskie grupy oporu w Düsseldorfie próbowały przejąć kontrolę nad miastem i oddać je wojskom alianckim w tak zwanej Akcji Rheinland (niem. Aktion Rheinland), aby uchronić Düsseldorf przed dalszymi zniszczeniami. Jednak jednostki SS były w stanie stłumić opór i zabiły wielu zaangażowanych w akcję. Egzekucje robotników przymusowych i więźniów politycznych przez gestapo miały tam miejsce już od lutego. Niemiecki akt oporu doprowadził do odwołania kolejnych alianckich bombardowań miasta, w których zaplanowano użyć 800 bombowców. Düsseldorf został zdobyty przez Amerykanów 17 kwietnia bez żadnej znaczącej walki.

## Następstwa
317 tys. niemieckich żołnierzy z Zagłębia Ruhry oraz niektórzy cywile zostali uwięzieni w obozie filtracyjnym Rheinwiesenlager (po polsku „obóz na łące nad Renem”) w pobliżu Remagen.
Amerykanie ponieśli ok. 10 tys. ofiar podczas zmniejszania kotła. 9 Armia straciła 341 zabitych, 121 zaginionych i prawie 2 tys. rannych. 1 Armia utraciła trzykrotnie więcej. Dywizje III Korpusu straciły 291 zabitych, 88 zaginionych i 1356 rannych, podczas gdy 8 Dywizja XVIII Korpusu Powietrznego straciła 198 zabitych, 101 zaginionych i 1238 rannych. Straty niemieckiej 15 Armii w Zagłębiu Ruhry nie są wymienione w oficjalnej historii armii amerykańskiej, a Niemcy nie prowadzili już wówczas żadnych statystyk.
Amerykanie wyzwolili setki tysięcy głodnych, chorych i osłabionych jeńców wojennych oraz robotników przymusowych, przy czym ci pierwsi składali się głównie z byłych żołnierzy Armii Czerwonej. Wyzwoleni więźniowie i robotnicy mieli tendencję do plądrowania okolic i terroryzowania niemieckiej ludności w odwecie za doznane krzywdy, a także blokowania dróg przed kolumnami wojsk amerykańskich. Niemieccy cywile nie dowierzali w porażkę Niemiec. Amerykanie byli również świadkami zniszczenia miast i miasteczek Ruhry dokonanych podczas kampanii bombowej Aliantów. Większość niemieckich maszyn przemysłowych znajdowała się jednak w chronionych lub pobocznych lokalizacjach, dlatego przetrwała ataki bez szwanku lub wymagała jedynie drobnych napraw i szybko zaczęła pracować z powrotem po ich zdobyciu.